# الضحاك بن فيروز الديلمي
الضحاك بن فيروز الديلمي (المتوفى بعد عام 73 هـ - 692م)، قيل أنه أدرك النبي محمد، وأدرك خمسين صحابيًا، منهم معاذ بن جبل، وعبد الرحمن بن صخر الدوسي، المعروف بأبي هريرة، وأبو عبيدة بن الجراح، وعلي بن أبي طالب، وعبد الله بن عمر، وعبد الله بن عباس، وغيرهم. وهو آخر من ولّي اليمن لمعاوية بن ابي سفيان، كما ولي اليمن لعبد الله بن الزبير مرتين، وكان يروي الحديث عن أبيه فيروز الديلمي، وعن أبي هريرة، وقد ذكره ابن حبان في الثقات.